# الكونت روبرت من باريس
الكونت روبرت من باريس (بالإنجليزية: Count Robert of Paris)‏ نشرت عام 1832 هي الرواية ما قبل الأخيرة بقلم السير والتر سكوت. وهي جزء من الجزء الرابع من سلسلة «حكايات عن مالك الأرض».